# Carol Anne Tavris
Carol Anne Tavris (n. 17 de setembro de 1944)  é uma psicóloga social americana e autora de inúmeras pesquisas e livros na área de psicologia. Ela recebeu seu doutorado em Psicologia Social pela Universidade de Michigan, e ensinou psicologia na Universidade da Califórnia, Los Angeles e na New School for Social Research. Ela é um membro da Associação Americana de Psicologia, Associação para a Ciência Psicológica (Association for Psychological Science (APS)) e do Center for Inquiry. Seus artigos, pesquisas apareceram no New York Times, o Los Angeles Times, o Times Literary Supplement, e outras publicações.
Na área legal, as pesquisas de Carol Tavris são vistas por advogados e juízes como de relevância fundamental sobretudo no que diz respeito à diferença entre o testemunho com base em ciência psicológica real e com base em pseudociência e pareceres clínicos subjetivos.

## Visão sobre Neurociência
Carol Tavris, juntamente com a psiquiatra e pesquisadora americana Sally Satel, autora do estudo sobre Neurociência publicado no livro "Lavagem cerebral: O apelo sedutor da Neurociência sem Mente", entre outros cientistas, faz parte do grupo de pesquisadores que veem a neurociência como uma pseudociência tentando explicar o comportamento humano com base em imagens cerebrais de importante significado mas sem uma metodologia científica que justifique suas teorias na área comportamental.
Tais pesquisadores apontam que os defensores da neurociência, mesmo na ausência de metodologia científica para explicar o comportamento humano com base apenas em funções cerebrais, promovem informações que dizem ser baseadas em fatos científicos, mas que não resultam da aplicação de quaisquer métodos científicos. Além disso, promovem suas teorias com base em informações extrapoladas sobre o real significado científico das imagens cerebrais dos PET Scans.
Segundo ela:
"Não especialistas realmente amam as explicações falsas da neurociência. Considere a maneira que a tecnologia em rápida evolução nas técnicas de imageamento cerebral tem leigos praticamente hipnotizados - especialmente jornalistas - com imagens deslumbrantes. Infelizmente, a valorização das imagens não é geralmente acompanhada de qualquer pensamento crítico sobre o que as cores dessas imagens realmente significam. Ainda assim, muitas pessoas consideram evidência das imagens de PET Scans como sendo algo mais 'real' do que outros tipos de informação psicológica."
Sally Satel, psiquiatra americana que em suas pesquisas busca desmitificar o verdadeiro significado das imagens de PET Scans, reafirma o ponto de vista de Tavris com base em seus estudos e afirma que:
"apesar de varreduras do cérebro e outras neurotecnologias fornecerem ideias inovadoras sobre o funcionamento do cérebro humano, a ideia cada vez mais na moda de que são os mais importantes meios de responder aos mistérios da psicologia é equivocada - e potencialmente perigosa
."